# Dante Poli
Dante Poli, mit vollständigem Namen Dante Eugenio Poli García, (* 15. August 1976 in Arica) ist ein ehemaliger chilenischer Fußballspieler. Der Abwehrspieler gewann mit Universidad Católica zwei Meisterschaften und absolvierte zwei A-Länderspiele für Chile.

## Karriere

### Verein
Dante Poli spielte seit 1991 in der Jugend von Universidad Católica, und gab 1994 sein Profidebüt. Es dauerte bis 1997, bis er sich einen Stammplatz erkämpfen konnte. In der Apertura 1997 wurde Poli mit den Cruzados Meister. Nach dieser erfolgreichen Spielzeit absolvierte der Defensivspieler ein Probetraining bei Manchester United, das ihn aber nicht fest verpflichtete. Trainer Alex Ferguson entschied sich stattdessen für den Norweger Henning Berg. Poli kehrte zu Universidad Católica zurück und wurde in der Apertura 2002 erneut Meister, allerdings verlor der oft als zentrale Verteidiger eingesetzte Poli durch Verletzungen seinen Stammplatz.
Mitte 2002 wechselte Poli nach Argentinien zu Nueva Chicago, bei denen sein früherer Mitspieler Néstor Gorosito Trainer wurde. 2003 wechselte er zu Skoda Xanthi nach Griechenland. Dort setzte der Trainer der Griechen nicht auf den Chilenen und so kam Poli in seine Heimat zurück, wo er fortan für Unión Española auflief, auch wenn seine Verletzungen insbesondere am Knie immer häufiger wurden. So wechselte Poli 2005 zu den Puerto Rico Islanders, um seine Karriere in den USA zu beenden.

### Nationalmannschaft
Dante Poli spielte in den Jugendnationalmannschaften der U-17 und der U-20. Mit der U-17 nahm er an der Südamerikameisterschaft 1993 teil und qualifizierte sich als Turnierzweiter für die noch im gleichen Jahr stattfindende Weltmeisterschaft in Japan. Dort gelang Chile der dritte Platz. Mit der U-20-Nationalmannschaft spielte Poli ebenfalls die Südamerikameisterschaft im Jahr 1995 und durch den dritten Platz in Bolivien die anschließende Weltmeisterschaft, bei der Chile allerdings in der Gruppenphase ausschied.
Poli debütierte in der chilenischen A-Nationalmannschaft unter Nelson Acosta beim Freundschaftsspiel im Januar 1997 gegen Armenien, als er in der 71. Spielminute für Ronald Fuentes eingewechselt wurde. Bei der Copa América 1997 spielte er bei der 1:2-Niederlage gegen Ecuador. Chile beendete das Turnier als Gruppenletzter ohne Punkt. Dieses Länderspiel war zugleich sein letztes Länderspiel für Chile.

## Kommentator
2009 machte Poli seine Trainerlizenz, betreute aber nie eine Mannschaft. Stattdessen wurde er Kommentator und arbeitete für den Canal de Futbol, Fox Sports und ESPN Chile.

## Erfolge
Universidad Católica
- Chilenischer Meister: 1997-A, 2002-A
- Chilenischer Pokalsieger: 1995
- Sieger der Copa Interamericana: 1994